# Расинг (футбольный клуб, Авельянеда)
«Ра́синг Клуб» (полное название — исп. Racing Club de Avellaneda) — аргентинский футбольный клуб из города Авельянеда, восточного пригорода Большого Буэнос-Айреса.
«Расинг» девять раз становился чемпионом Аргентины, уступая по этому показателю «Ривер Плейту», «Боке Хуниорс», «Индепендьенте», «Сан-Лоренсо» и «Велес Сарсфилду». «Расинг» входит в так называемую «Большую пятёрку» аргентинского футбола — самых титулованных и старых команд страны. И только с 1960-х годов такие команды, как «Велес Сарсфилд» и «Эстудиантес» стали стабильно конкурировать с этими традиционными командами.

## История

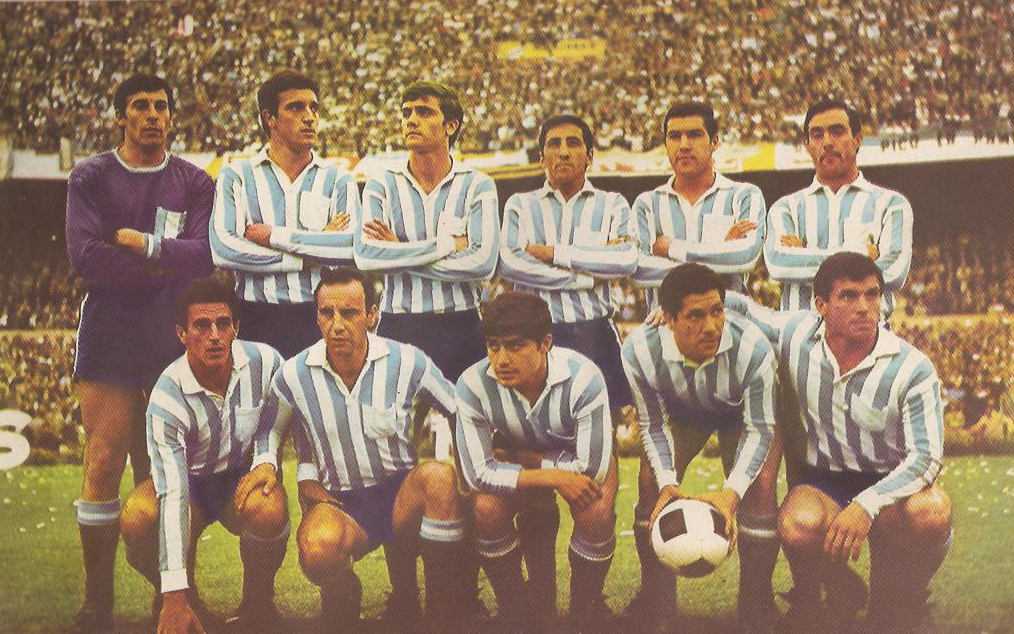
«Расинг» — обладатель Межконтинентального кубка 1967 года. Стоят: Сехас, Басиле, Перфумо, Мартин, Чабай, Рульи. Сидят: Кардосо, Маскио, Карденас, Родригес, Раффо.

«Расинг» был основан 25 марта 1903 года и стал первой футбольной командой в городе, спустя два года был основан и будущий принципиальный соперник — «Индепендьенте». В любительскую эпоху (до 1930 года) «Расинг» был одной из самых стабильных и сильнейших команд Аргентины.
Семь лет подряд (с 1913 по 1919) «Расинг» становился чемпионом страны, в том числе четыре года подряд в тот период, когда чемпионат страны не был разделён на две враждующие организации. Выиграв в 1920-е годы ещё два титула, «Расинг» остался самой титулованной командой Любительской эры из числа тех, что существуют поныне с девятью чемпионствами (рекордный показатель, 10 титулов, — у расформированной команды «Алумни», которая не смогла существовать в профессиональных реалиях).
Уже в профессиональную эру «Расинг» стал первой командой, сумевшей выиграть подряд три чемпионата Аргентины (в 1949—1951 гг). В этот период, в 1950 году, был открыт новый стадион команды, названный в честь президента Аргентины Хуана Перона. Также эта арена известна под названием «Эль Силиндро» («Цилиндр»). Впоследствии «Расинг» становился чемпионом страны в 1958, 1961 и 1966 годах. Именно благодаря титулу 1966 года «Расинг» получил право участвовать в розыгрыше Кубка Либертадорес следующего года. Ведомая такими звёздами аргентинского футбола, как Агустин Сехас, Роберто Перфумо, Альфио Басиле, Умберто Маскио, команда под руководством Хуан Хосе Писсути стала победителем Кубка Либертадорес 1967 года. В том же году «Расинг» первым из аргентинских клубов выиграл Межконтинентальный кубок, в упорной борьбе переиграв лучший европейский клуб — «Селтик».
После этого «Расинг» существенно снизил свои результаты, а в 1983 году команда повергла в шок всю Аргентину, вылетев во Второй дивизион. Во многом именно благодаря этому вылету в Аргентине изменили систему перехода между двумя дивизионами, когда стали учитывать средние результаты команд за последние три сезона, что снизило вероятность случайного вылета сильных и стабильных команд. С 1986 года «Расинг» вернулся в элитарный дивизион. В 1988 году «Расинг» стал победителем первого розыгрыша Суперкубка Либертадорес, нового международного южноамериканского турнира, в котором принимали участие все бывшие клубные чемпионы Южной Америки.
В 1999 году команда обанкротилась, но благодаря поддержке болельщиков «Расинг» сумел выжить в Примере, а в 2001 году, в разгар аргентинского экономического кризиса, когда многие футболисты играли в основном за счёт спортивного энтузиазма, «академия» сумела прервать серию из 35 лет без чемпионств, выиграв сотый профессиональный чемпионат страны — Апертуру 2001. Свой восьмой чемпионский титул команда сумела завоевать в 2014 году, а девятый — в 2019-м.

## Титулы и достижения
- Чемпион Аргентины (9): 1949, 1950, 1951, 1958, 1961, 1966, 2001 (Ап), 2014, 2018/19
- Чемпион Аргентины (допрофессиональный период) (до 1931 года) (9): 1913, 1914, 1915, 1916, 1917, 1918, 1919 (AAm), 1921 (AAm), 1925 (AAm)
- Финалист Кубка Аргентины (2): 1958/60 («Кубок Швеции»), 2011/12
- Финалист Кубка Профессиональной лиги Аргентины: 2021
- Обладатель Кубка Славы Коусиньер: 1913
- Обладатель Кубка Альдао (2): 1917, 1918
- Обладатель Кубка Либертадорес: 1967
- Обладатель Южноамериканского кубка: 2024
- Обладатель Суперкубка Либертадорес: 1988
- Обладатель Межконтинентального кубка: 1967
- Обладатель Рекопы Южной Америки: 2025
- Первый аргентинский обладатель Межконтинентального кубка
- Первый победитель Суперкубка Либертадорес

## Известные игроки
Список «Идолы», представленный на официальном сайте «Расинга»
- Роке Авальяй (1977—1979)
- Норберто Анидо (1955—1965)
- Арнальдо Балай (1952—1958)
- Хуан Барбас (1977—1981)
- Эваристо Баррера (1932—1938)
- Альфио Басиле (1964—1970)
- Адриан Бастия (1998—2003, 2006—2008)
- Херардо Бедойя (2001—2003)
- Рауль Белен (1957—1964)
- Дельфин Бенитес Касерес (1939—1941)
- Анхель Бетулар (1909—1920)
- Мануэль Бланко (1948—1957)
- Марио Бойе (1950—1953)
- Хуан Ботассо (1930—1938)
- Рубен Браво (1946—1952)
- Роберто Бугейро (1931—1936)
- Энрике Вольфф (1967—1972)
- Ихинио Гарсия (1940—1945, 1948—1952)
- Клаудио Гарсия (1991—1995)
- Хосе Гарсия (1936—1946)
- Хосе Гарсия Перес (1942—1946, 1949—1957)
- Энрике Гарсия (1936—1944)
- Хосе Мария Гонсалес (1928—1938)
- Эрнесто Гутьеррес (1947—1954)
- Висенте Дель Джудиче (1930—1936, 1937, 1939)
- Хосе Делья Торре (1927—1933)
- Марсело Дельгадо (1995—2000)
- Педро Дельяча (1952—1958)
- Роберто Диас (1975—1980, 1982—1983)
- Рубен Освальдо Диас (1965—1972, 1977—1978)
- Рохелио Домингес (1948—1956)
- Хосе Рауль Иглесиас (1987—1989)
- Густаво Кампаньюоло (2001—2003, 2005—2009)
- Владислао Кап (1954—1956, 1958—1961)
- Хуан Карлос Карденас (1964—1972, 1976)
- Хуан Рамон Карраско (1981)
- Фернандо Кирос (2002, 2005—2006)
- Мигель Коломбатти (1985—1990)
- Омар Оресте Корбатта (1955—1962)
- Густаво Костас (1981—1992, 1992—1996)
- Маркос Кросе (1917—1925)
- Габриэль Лёшбор (2001—2002)
- Клаудио Лопес (1991—1996, 2006—2007)
- Лисандро Лопес (2002—2005, 2016—н. в.)
- Педро Манфредини (1957—1959)
- Педро Мансилья (1960—1963)
- Альберто Марковеккьо (1911—1922)
- Антонио де Маре (1931—1937)
- Оскар Мартин (1963—1971)
- Хайме Мартиноли (1965—1968)
- Умберто Маскио (1954—1957, 1966—1968)
- Рамон Медина Бельо (1986—1989)
- Норберто Мендес (1947—1954)
- Хуан Карлос Месиас (1961—1965)
- Диего Милито (1999—2004, 2014—2016)
- Мигель Анхель Мори (1965—1968)
- Карлос Муттони (1913—1914)
- Освальдо Негри (1956—1963)
- Альберто Оако (1913—1923)
- Хулио Олартикоэчеа (1976—1981, 1988—1990)
- Франсиско Оласар (1910—1922)
- Сауль Онгаро (1947—1950)
- Хуан Оспиталь (1912—1921)
- Педро Очоа (1913—1931)
- Фернандо Патерностер (1927—1932)
- Рубен Пас (1986—1993)
- Рикардо Пепе (1913—1920)
- Наталио Перинетти (1917—1933)
- Хуан Перинетти (1908—1920)
- Роберто Перфумо (1960—1972)
- Хуан Хосе Писсути (1952—1954, 1956—1962)
- Альберто Растелли (1949—1955)
- Норберто Раффо (1967—1968)
- Армандо Рейес (1911—1929)
- Антонио Родригес (1948—1951)
- Хуан Хосе Родригес (1965—1967)
- Хуан Карлос Рульи (1965—1970)
- Альберико Сабалета (1916—1923)
- Федерико Сакки (1961—1964)
- Хосе Саломон (1939—1946)
- Себастьян Саха (2011—2016)
- Хосе Семинарио (1910—1926)
- Агустин Сехас (1962—1970; 1977—1980)
- Силва Батута (1969)
- Льямиль Симес (1948—1955)
- Висенте Сито (1933—1941)
- Карлос Скео (1969—1972, 1974—1977, 1984)
- Рубен Эктор Соса (1958—1964)
- Адольфо Сумельсу (1925)
- Эсра Суэд (1943—1954)
- Клаудио Убеда (1995—2004, 2005—2006)
- Нестор Фаббри (1986—1992)
- Вальтер Фернандес (1985—1990)
- Убальдо Фильоль (1972—1973, 1987—1989)
- Эмилио Фирпо (1908—1914)
- Пабло Фрерс (1907—1912)
- Хуан Карлос Хименес (1951—1957)
- Альберто Хорхе (1970—1975)
- Нельсон Чабай (1966—1971)
- Максимильяно Эстевес (1997—2000, 2001—2003, 2007—2008)